# Зобель, Мартин Рейнович
Мартин Рейнович Зобель (эст. Martin Zobel, родился 25 февраля 1957 года в Таллине) — советский и эстонский эколог, профессор Тартуского университета и специалист в области биологического разнообразия. Академик Эстонской академии наук.

## Биография
Сын архитектора и историка архитектуры Рейна Зобеля, брат биолога Кристиана Зобеля. Окончил в 1975 году 1-ю Таллинскую среднюю школу. Учился в Тартуском государственном университете на факультете биологии и географии, кафедре биологии, окончил её в 1980 году, защитил диссертацию кандидата биологических наук в 1984 году. С 1980 года сотрудник института ботаники и экологии Тартуского университета (бывший Департамент систематики растений и геоботаники), занимал посты от инженера до доцента. С 1992 года сотрудник Института проблем экологии и наук о Земле.
Занимается исследованиями в области биоразнообразия, в том числе сосуществовании видов и изменчивости разнообразия, видового богатства в экологических системах (экспериментальные исследования), грибкового биоразнообразия на локальном и глобальном уровне, экспериментального восстановления богатых лугов и лесных обществ. С группой российских учёных в 2014 году Зобель провёл исследование, в рамках которого сумел восстановить рацион питания животных арктической климатической зоны и тундры, характерный несколько десятков тысяч лет тому назад. Входит в Международную ассоциацию наук о растительности (International Association for Vegetation Science), с 2003 по 2009 годы заместитель председателя Научного совета.
Награждён Национальной премией Эстонской академии наук в области гео- и биологических наук в 1998 и 2016 годах, орденом Белой Звезды IV класса в 2007 году, с 2010 года член Эстонской академии наук в области экологии.

## Научные работы[4]
- Цобель М. Р. Экология и динамика прибрежных альварных растительных сообществ Эстонской ССР. Автореф. дис. канд. биол. наук.: защищена 15.03.84. [науч. рук. Х. Х. Трасс]; Тартус. гос. ун-т. - Тарту: Б. и., 1984. - 19 с.
- Zobel, M. (1997) The relative role of species pools in determining plant species richness: an alternative explanation of species coexistence. Trends in Ecology & Evolution 12: 266-269.
- Zobel, M., Otsus, M., Liira, J., Moora, M. & Möls, T. (2000) Is small-scale species richness limited by seed availability or microsite availability? Ecology 81: 3274-3282.
- Moora, M. & Zobel, M. 2010. Arbuscular Mycorrhizae and Plant-Plant Interactions. Impact of Invisible World on Visible Patterns. Pugnaire F. I. (Ed.). Positive interactions and plant community dynamics (79 - 98). Boca Raton, FL, USA: CRC PRESS
- Fitter, A. H., Bulte, E., Elmqvist, T., Rinaldo, A., Setälä, H., Stoll-Kleemann, S., Zobel, M. & Murlis, J. 2009. Ecosystem services and biodiversity in Europe. EASAC policy report 09. The Royal Society, London.
- Bakker, J. P., Willems, J. H. and Zobel, M. (eds.). 1996. Long Term Vegetation Dynamics. - Opulus Press, Uppsala.
- Zobel, M., Palmer, M. W., Kull, K. and Herben, T. (eds.). 1994. Vegetation Structure and Species Coexistence. - Opulus Press, Uppsala.
- Zobel, M. (ed.). 1988. Dynamics and Ecology of Wetlands and Lakes in Estonia. - Academy of Sciences of the Estonian SSR, Tallinn.